# Almonacid de Toledo
Almonacid de Toledo é um município da Espanha na província de Toledo, comunidade autónoma de Castilla-La Mancha, de área 96 km² com população de 813 habitantes (2006) e densidade populacional de 8,47 hab./km².

## Demografia
| Variação demográfica do município entre 1991 e 2004 | Variação demográfica do município entre 1991 e 2004 | Variação demográfica do município entre 1991 e 2004 | Variação demográfica do município entre 1991 e 2004 |
| --------------------------------------------------- | --------------------------------------------------- | --------------------------------------------------- | --------------------------------------------------- |
| 1991                                                | 1996                                                | 2001                                                | 2004                                                |
| 836                                                 | 786                                                 | 792                                                 | 824                                                 |